# Ратешу Кузеј (Васлуј)
Ратешу Кузеј (рум. Rateșu Cuzei) насеље је у Румунији у округу Васлуј у општини Ребрича. Oпштина се налази на надморској висини од 119 m.

## Становништво
Према подацима из 2002. године у насељу је живело 541 становника, од којих су сви румунске националности.